# Rosa Camuna
Rosa Camuna (en lombardo, Roeusa Camuna) es un queso italiano de pasta suave semidura elaborado con leche de vaca parcialmente desnatada. Su forma y nombre provienen de la rosa camuniana de Val Camonica donde se produce el queso. Tiene un color blanco marfil en el interior con ojos diminutos uniformemente espaciados y una corteza suave y florecida. Tiene un sabor suave y se funde muy bien.
Está registrado por el P.A.T. La pasta es de color marfil o amarillo pálido, bastante blanda, elástica, compacta y con agujeros finos-medianos, distribuidos regularmente. Tiene la forma de una rosa de Camuna, una flor que es el símbolo de Lombardía así como el marca de la lechería que la produce.